# Maman ist kurz beim Friseur
Maman ist kurz beim Friseur (Originaltitel: Maman est chez le coiffeur, Alternativtitel: Mama ist beim Friseur) ist ein kanadischer Fernsehfilm aus dem Jahr 2008, der Elemente des Dramas und einer Komödie vereint.
Léa Pool führte Regie und Isabelle Hébert schrieb das Drehbuch. Der Film zeigt auf, wie die Aufdeckung der Homosexualität eines dreifachen Familienvaters das Familienleben auf tragische Weise verändert. Die Drehbuchautorin Isabelle Hébert verarbeitet in der Geschichte ihre eigenen Kindheitserfahrungen.

## Handlung
Québec im Jahr 1966: Die Geschwister Élise, Coco und Benoît verbringen die Sommerferien zuhause. Die Mutter eröffnet Élise, der ältesten der drei, dass sie im Herbst auf ein Internat gehen soll, was Élise sehr missfällt. Élise fällt schließlich das seltsame Verhalten ihres Vaters gegenüber seinem Golfpartner auf. Als sie ihn bei einem Telefongespräch überrascht, schickt er sie weg. Sie gibt ihrer Mutter den Hörer eines zweiten Apparates, woraufhin diese die Liebschaft erkennt und Élise eine Ohrfeige gibt.
Die Mutter ist entsetzt und nicht länger bereit, das Familienleben wie gewohnt aufrechtzuerhalten. Sie bittet ihren Vorgesetzten um eine Versetzung nach London, um dem untreuen Ehemann zu entfliehen und um dort als Journalistin zu arbeiten. Sie verlässt die Familie schließlich ohne weiteren Kommentar. Dabei übersieht sie, wie sehr der jüngste Sohn Benoît, aber auch die anderen Kinder, sie brauchen. In Benoîts heile Welt wird ein jähes Loch gerissen, er zeigt ein Verhalten, das auf eine psychische Störung schließen lässt. Er nässt ein, zerstört sein Spielzeug und setzt die Garage in Brand.
Élise versucht die Betreuung Benoîts etwas aufzufangen, in dem sie die Beschützerrolle einnimmt, die bisher ihre Mutter ausfüllte. Sie gibt zunächst sich die Schuld, dass ihre Mutter weg ist. Beim Treffen mit anderen Kindern merkt sie, dass auch diese mit schweren Problemen zu kämpfen haben. Im taubstummen Mouche, der ihr das Angeln zeigt, findet sie jemanden mit Herzenswärme, wo sie ihrer Welt entfliehen kann. 
Wenn andere Nachbarn nach ihrer Mutter fragen, antworten die Kinder, dass sie kurz beim Friseur sei. Der Vater will sich nach einem Kindermädchen umsehen, was Élise nicht gefällt. Außerdem bringt er Benoît zu einem Spezialisten, um ihn untersuchen zu lassen. Das Ergebnis besagt, dass Benoît verhaltensauffällig und hochbegabt sei. Am Ende soll nun Benoît in ein Internat. Élise holt ihn jedoch bei der Abfahrt aus dem Auto und sie laufen in ein angrenzendes Maisfeld.

## Hintergrund
Der Film wurde in der kanadischen Stadt Belœil gedreht.
Der deutsche Alternativtitel lautet Mama ist beim Friseur.

## Kritiken
„Regisseurin Léa Pool […] erzählt aus der Sicht der Kinder und frei von jedweder Sentimentalität mit einer Leichtigkeit, die das Thema nicht bloß erträglich macht, sondern sogar Optimismus verbreitet. Dank der hervorragenden Darsteller, der liebevollen Ausstattung und des perfekten Soundtracks entsteht ein stimmiges Zeitstück über Kindheitsnostalgie, schmerzhaftes Erwachsenwerden und höchst fragiles Familienglück. Fazit »Wehmütig, wahrhaftig und sehr anrührend«“

„Ein Familiendrama, das die heile Welt der Sechzigerjahre – mit viel Zeitkolorit und leichtfüßiger Ironie gegenüber den verstaubten Konventionen jener Zeit – zu zerpflücken weiß.“

„Schauspielerisch gibt es nichts auszusetzen, im Gegenteil, sogar die Jungdarsteller, die den Film auch gleichzeitig tragen, überzeugen auf ganzer Linie. Es gibt zwei Arten von Kinderdarstellern. Die einen schauspielern, die anderen sind einfach sie selbst.
Hier trifft man auf letztere. Sie sind unverbraucht und haben keine Hemmungen, ihren Gefühlen freien Lauf zu lassen. […] Am beeindruckendsten ist allerdings Hugo St-Onge-Paquin als kleinster der Familie […] Es ist erstaunlich, wie realistisch der kleine diese umfangreiche Gefühlspalette übermittelt. […] Die Bilder, die Kameramann Daniel Jobin hier einfängt, sind von poetischer Schönheit und täuschen manchmal über den ernsten Unterton des Filmes hinweg. Auch die preisgekrönte Musik von Laurent Eyquem ist wundervoll. Sie ist voller Dramatik und verleiht dem Film eine ungeahnte Tiefe. In sämtlichen Aspekten ist eine seltsame Sensibilität und Emotionalität vorhanden. […] FAZIT: Ein großer Film in kleinem Gewand. Tolle Schauspieler und eine ruhige und bedachte Inszenierung.“

„Maman ist kurz beim Friseur ist auf Zelluloid gebannte 60er-Nostalgie mit dem passenden Soundtrack, sonnigen Farben, Kostümen und Kulissen. […] Nach und nach […] baut der Film einen ernsteren, tragischeren Ton auf, der jedoch immer wieder durchbrochen wird von humorigen und merkwürdigen Momenten. Dass die Geschichte aus den Augen einer Jugendlichen erzählt wird, vernachlässigt die Probleme der Erwachsenen ein gutes Stück. So erfährt der Zuschauer kaum etwas über den Ausgang der homosexuellen Liebschaft des Vaters und nur oberflächlich von dessen wahrem Kampf als Alleinerziehender. Der Fokus liegt viel mehr auf dem Erleben der Kinder“

„Die Wahl der Songs, die den Film begleiten, ist passend ausgefallen, doch leider ist das Klaviergeplänkel des Scores leicht nervtötend. Auch funktionieren nicht alle Subplots: Die Freundschaft zwischen Elise und dem taubstummen, kuriosen Fliegenfischer mit grossem Herz greift etwas zu tief in die Klischeekiste und hat wenig Einfluss auf die Geschichte oder die Entwicklung von Elise.“

## Auszeichnungen
- 2009: Publikumspreis auf den Solothurner Filmtagen
- 2009: Publikumspreis auf dem Göteborg International Film Festival[6]
- 2009: Prix Jutra für den Film mit dem größten Erfolg außerhalb Québecs
- 2009: Prix Jutra für das beste Hairstyling
- 2009: Vancouver Film Critics Circle Award für Marianne Fortier als beste Darstellerin in einem kanadischen Film[10]